# Mátthêu Tào Tương Đức
Mátthêu Tào Tương Đức (1927-2021, tiếng Trung: 曹緗德, tiếng Anh: Cao Xiang-de) là một Giám mục bất hợp thức người Trung Quốc. Ông hiện được chính quyền Trung Quốc công nhận chức vị là Giám mục Giáo phận Hàng Châu.

## Tiểu sử
Mátthêu Tào Tương Đức sinh năm 1927 tại Trung Quốc. Mãi đến năm 40 tuổi, ông mới bắt đầu con đường tu tập và được phong chức linh mục năm 1985.
Vào năm 2000, ông được Hội Công giáo Yêu nước Trung Quốc bầu vào chức vụ giám mục giáo phận Hàng Châu, tương ứng với địa hạt của Tổng giáo phận Hàng Châu do Tòa Thánh công nhận. Lễ tấn phong của ông được tổ chức vào ngày 25 tháng 6 năm 2000 mà không có sự chuẩn y của Tòa Thánh. Vì vậy, ông đã bị Tòa Thánh ra quyết định phạt vạ tuyệt thông.
Ông qua đời ngày 9 tháng 7 năm 2021